# Božidar Stanišić
Božidar Stanišić, född 21 oktober 1938 i Herceg Novi, död 3 januari 2014 i Herceg Novi, var en jugoslavisk vattenpolospelare. Han tog OS-silver 1964 med Jugoslaviens landslag.
Stanišić spelade en match och gjorde ett mål i den olympiska vattenpoloturneringen i Rom där Jugoslavien var fyra. Han spelade sedan sju matcher och gjorde fem mål i den olympiska vattenpoloturneringen i Tokyo där Jugoslavien tog silver.